# Ezgi Dilik
Ezgi Dilik (Ankara, 12 giugno 1995) è un'ex pallavolista turca.
Giocava nel ruolo di palleggiatrice.

## Carriera

### Club
La carriera di Ezgi Dilik inizia nel 2006, quando entra a far parte del settore giovanile dell'Eczacıbaşı, che però lascia un anno dopo per giocare nelle giovanili del VakıfBank GS, dove gioca per quattro annate. Nella stagione 2011-12 fa il suo esordio da professionista nella Voleybol 1. Ligi col Fenerbahçe, dove però ottiene poco spazio, venendo così ceduta in prestito al Sarıyer nelle due annate successive.
Rientra al Fenerbahçe dal prestito nel campionato 2014-15, trionfando in Coppa di Turchia e aggiudicandosi lo scudetto. Nel campionato seguente si aggiudica la Supercoppa turca, mentre nella stagione 2016-17 vince la Coppa di Turchia e nuovamente lo scudetto.
Fa ritorno all'Eczacıbaşı nell'annata 2017-18, conquistando la Coppa CEV 2017-18, la Supercoppa turca 2018 e la Coppa di Turchia 2018-19. Si accasa in seguito all'Aydın BB per il campionato 2019-20, ma nel dicembre 2019, decide di rescindere il contratto col suo club e ritirarsi.

### Nazionale
Dopo aver fatto parte della selezione under 19 turca, nel 2014 debutta in nazionale maggiore, vincendo la medaglia d'oro alla European League.
Nell'estate del 2015 fa parte della nazionale under 23 che si aggiudica la medaglia d'argento al campionato mondiale di categoria, poi vincere con la seniores l'argento alla European League 2015.
Con la nazionale under 23 conquista la medaglia d'oro al campionato mondiale 2017.

## Palmarès

### Club
- Campionato turco: 2

2014-15, 2016-17
- Coppa di Turchia: 3

2014-15, 2016-17, 2018-19
- Supercoppa turca: 2

2015, 2018
- Coppa CEV: 1

2017-18

### Nazionale (competizioni minori)
- European League 2014
- Campionato mondiale under 23 2015
- European League 2015
- Campionato mondiale under 23 2017